# Władysław Kniewski

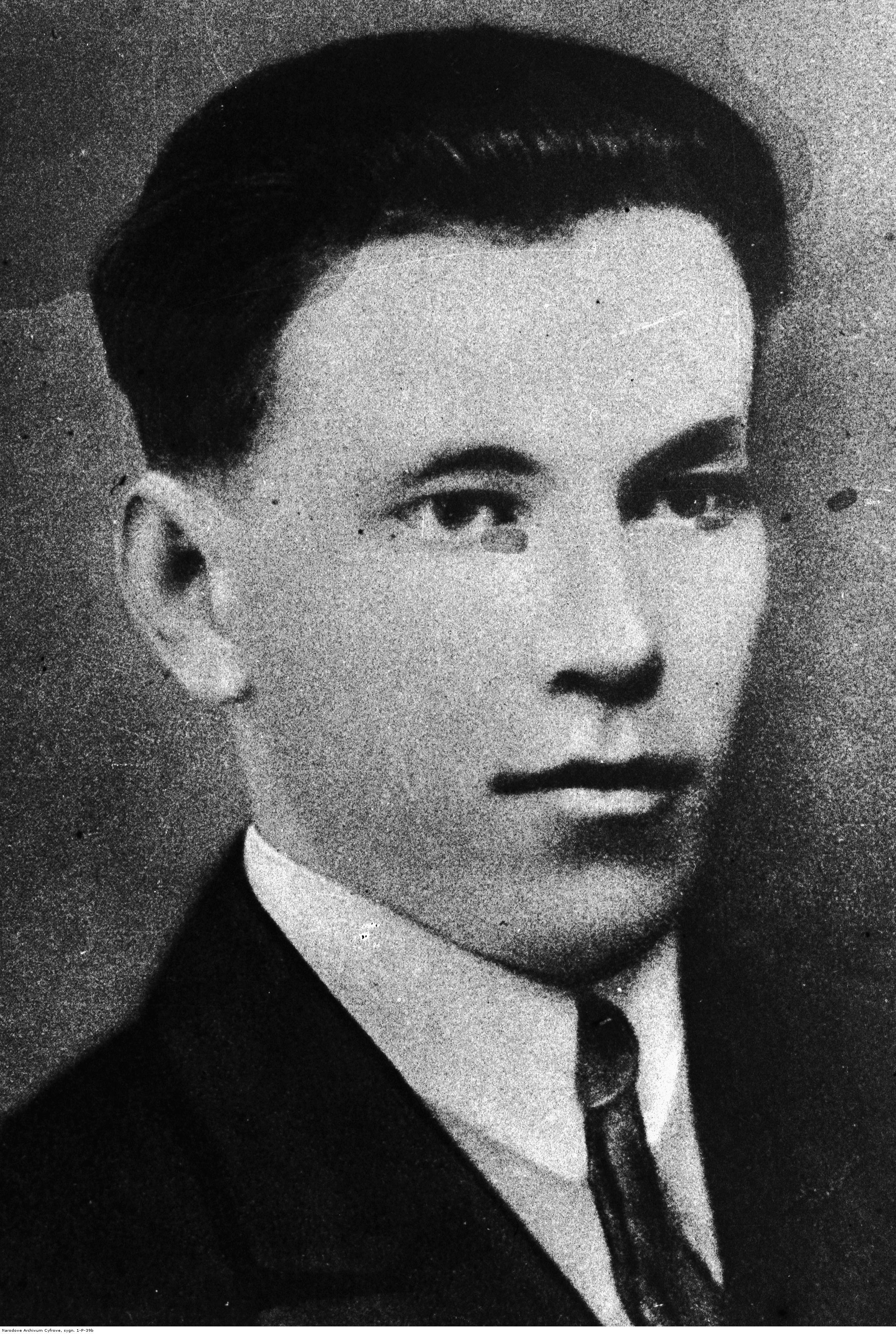
Władysław Kniewski (1902–1925)

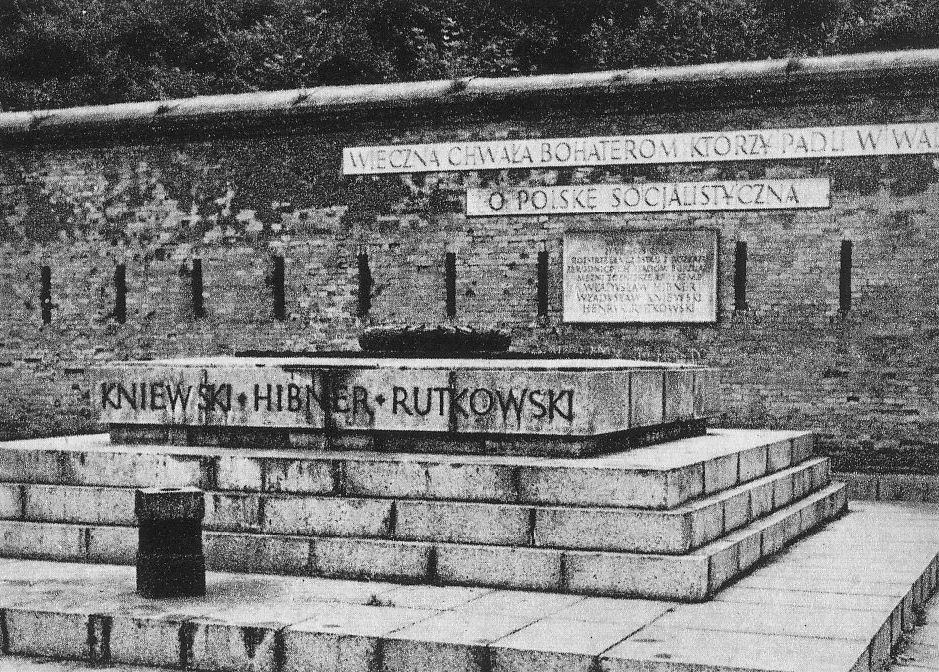
Nieistniejący obecnie pomnik-mauzoleum Władysława Hibnera, Władysława Kniewskiego i Henryka Rutkowskiego przy murze Cytadeli Warszawskiej

Władysław Kniewski (ur. 14 czerwca 1902 w Grodzisku Mazowieckim, zm. 21 sierpnia 1925 w Warszawie) – polski działacz komunistyczny, rozstrzelany na stokach Cytadeli Warszawskiej.

## Życiorys
Był synem Józefa i Władysławy Zdzielnickiej i bratem Mieczysława. Podczas I wojny światowej służył w organizowanym w Rosji polskim korpusie gen. Dowbora-Muśnickiego. W 1920 wstąpił jako ochotnik do Wojska Polskiego i walczył w wojnie polsko-bolszewickiej. Został ranny pod Ostrołęką. W 1922 roku jednakże przyłączył się do Związku Młodzieży Komunistycznej (ZMK; później przemianowanego na KZMP) – młodzieżowej przybudówki Komunistycznej Partii Robotniczej Polski. Za rozlepianie na murach odezw komunistycznych został aresztowany i skazany na dwa lata domu poprawczego. Wyszedł na wolność w 1925.
W lipcu 1925 razem z Władysławem Hibnerem i Henrykiem Rutkowskim zgłosił się na ochotnika do zabójstwa Józefa Cechnowskiego, który został zidentyfikowany jako agent Policji w ruchu komunistycznym. 17 lipca 1925 zamachowcy oczekiwali na spotkanie z Cechnowskim przy ul. Zgoda w Warszawie, podczas którego mieli go zastrzelić. Podczas próby wylegitymowania przez dwóch wywiadowców policyjnych, Hibner, Kniewski i Rutkowski zaczęli strzelać, ciężko raniąc policjanta Kazimierza Lesińskiego. Kniewski odłączył się następnie od pozostałej dwójki i uciekał ul. Bracką, goniony przez policjantów i przechodniów, w tym przez policjanta konno. Trafiony w nogę przez wywiadowcę Antoniego Klimasińskiego, nadal się ostrzeliwał, lecz w końcu został obezwładniony przez policjantów.
Za popełnione czyny, Władysław Kniewski wraz z pozostałymi dwoma zamachowcami, został skazany na karę śmierci przez rozstrzelanie. Prezydent RP Stanisław Wojciechowski nie skorzystał z prawa łaski. Wszyscy trzej zostali rozstrzelani 21 sierpnia 1925 o godz. 4:00 w Cytadeli Warszawskiej przez pluton egzekucyjny wystawiony ze składu 30 pułku Strzelców Kaniowskich, w obecności lekarza inspekcyjnego garnizonu, kapitana lekarza doktora Józefa Henryka Sommera.

## Upamiętnienie
W czasach PRL, Hibner, Kniewski i Rutkowski zostali uznani za bohaterów ruchu robotniczego; w oficjalnej propagandzie i wydawnictwach encyklopedycznych byli przedstawiani jako „straceni za próbę zamachu na prowokatora”.
W 1950, w 25. rocznicę śmierci, w miejscu egzekucji przy murze warszawskiej Cytadeli urządzono park im. Kniewskiego, Hibnera i Rutkowskiego i odsłonięto pomnik-mauzoleum.